# Diuris filifolia
Diuris filifolia är en orkidéart som beskrevs av John Lindley. Diuris filifolia ingår i släktet Diuris och familjen orkidéer. Inga underarter finns listade i Catalogue of Life.